# Wet van Castelli

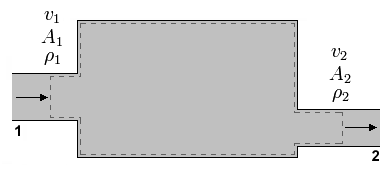
Visualisering van de wet van Castelli

De wet van Castelli geeft een verband tussen de snelheid {\displaystyle v} in een pijpleiding, de dichtheid {\displaystyle \rho } van het medium, en de oppervlakte {\displaystyle A} van de doorsnede ervan. De wet is een gevolg van het behoud van massa, en wordt vaak gebruikt bij berekeningen aan pijpleidingen. Ze luidt:
{\displaystyle \rho _{1}v_{1}A_{1}=\rho _{2}v_{2}A_{2}}
Voor vloeistoffen (geen verandering in dichtheid), wordt deze formule:
{\displaystyle v_{1}A_{1}=v_{2}A_{2}}
De wet is ook bekend als de continuïteitsregel of de regel van Castelli.

## Gevolg
Samen met de wet van Bernoulli betekent dit dat in pijpleidingen een kleinere doorsnede tot gevolg heeft dat de snelheid groter is en daarmee de druk lager.